# Aphanognathus laterotarsoides
Aphanognathus laterotarsoides is een keversoort uit de familie vliegende herten (Lucanidae). De wetenschappelijke naam van de soort is voor het eerst geldig gepubliceerd in 1915 door Oberthur & Houlbert.